# Акройога

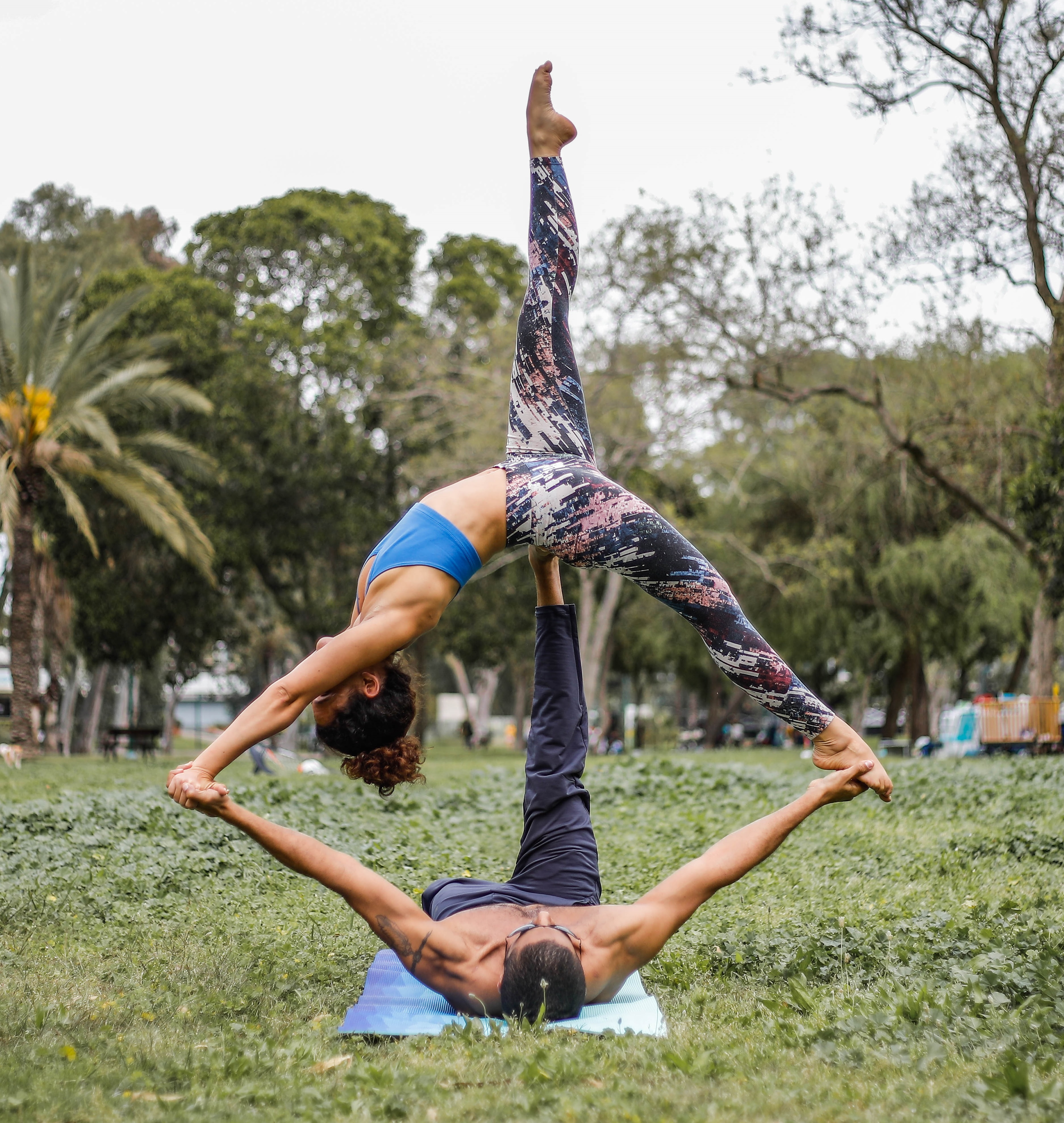
Acroyogis practicing in a park

Акро-йога — вид спорта, комбинация акробатики и йоги. Также в акро-йоге широко используется массаж.
Акро-йога — групповая дисциплина. Обычно участники группы выступают в одной из трёх ролей:
- База (бейс, base) — это человек, который имеет наибольшее количество точек соприкосновения с землей и выступает подвижной опорой для флаера. Чаще всего лежит спиной на земле, давая в качестве опоры свои руки и ноги (называется L-base, но бывают и другие позиции).
- Лётчик (флаер, flyer) — это человек, которого бэйс поднимает над землёй. Флаер может перемещаться в ряде динамических позиций используя гравитацию и опоры, которые ему предоставляет его бэйс. Для флаера важно чувство баланса, сила мышц кора, и «позволение» (внутреннее чувство доверия ситуации).
- Поддержка (споттер, spotter) — это человек, у которого есть объективный взгляд на партнеров со стороны, и он сосредоточен на том, чтобы флаер благополучно приземлялся в случае каких-либо промахов. Споттер также может давать рекомендации бэйсу и флаеру по более правильной отстройке конструкции.

Флаер не должен иметь никаких контактов с землёй, кроме своего бэйса, а также споттер не должен прикасаться к паре без крайней необходимости.
Каждая поза акро-йоги имеет свое название. Участники выбирают для себя какую-либо позу, после принятия позы возможен сход (лётчик опускается на пол и выполнение упражнения прекращается), калибровка (отстройка баланса), переходы (переход из одной позы в другую) и крутилки (циклическая смена поз без схода). Поддержка страхует лётчика от падения.
Занятие состоит из разминки (растяжка, элементы йоги, силовые элементы), тренировок в различных позах и переходах и заминки. В конце занятия могут использоваться специальные элементы (терапия, терапевтические позы, полёты), в которых участники делают друг другу массаж.